# Картагенски идол
Картагенски идол е общо название за недоопределен символизъм,
често съпътстващ други, вече идентифицирани, елементи от картагенската цивилизация. Наред със знак на Танит се среща т.нар. „идол-бутилка“ (анг. bottle idol). Образци с подобна форма са намерени по
по стелите на Картагенския тофет.